# 더블 데이트 대소동
《더블 데이트 대소동》(Booty Call)은 미국에서 제작된 제프 폴락 감독의 1997년 코미디, 멜로/로맨스 영화이다. 제이미 폭스 등이 주연으로 출연하였고 존 모리세이 등이 제작에 참여하였다.

## 출연

### 주연
- 제이미 폭스
- 토미 데이비슨
- 에이미 모니크 웨델
- 윌리 무어

### 조연
- 비비카 A. 폭스
- 타말라 존스
- 캠 레이 찬
- 릭 영
- 엠미 신

## 기타
- 프로듀서: 카렌 킹
- 공동제작: 존 M. 에커트
- 미술: 산드라 키바타스
- 세트: 힐튼 로즈마린
- 의상: 빅키 그래프
- 배역: 마리 베뉴
- 배역: 로니 에스켈
- 프로덕션매니저: 존 M. 에커트
- 프로덕션매니저: 찰스 밀러